# Union Sint-Gillis in het seizoen 2025/26
In het seizoen 2025/2026 komt de Belgische voetbalclub Union Sint-Gillis uit in de Jupiler Pro League. In dit seizoen zal Union Sint-Gillis ook weer uitkomen in de Croky Cup. Daarnaast komt Union Sint-Gillis via plaatsing in de Jupiler Pro League van vorig seizoen uit in de UEFA Europa League. 

## Selectie 2025/2026

### Spelers
| Nr.           | Nat.                        | Naam                  | Contract tot | Jupiler Pro League | Jupiler Pro League | Jupiler Pro League | Croky Cup  | Croky Cup  | Croky Cup  | UEFA Champions League | UEFA Champions League | UEFA Champions League | Totaal     | Totaal     | Totaal     |            |            |            |
| Nr.           | Nat.                        | Naam                  | Contract tot | W                  |                    | Assist             | W          |            | Assist     | W                     |                       | Assist                | W          |            | Assist     |            |            |            |
| Doelmannen    | Doelmannen                  | Doelmannen            | Doelmannen   | Doelmannen         | Doelmannen         | Doelmannen         | Doelmannen | Doelmannen | Doelmannen | Doelmannen            | Doelmannen            | Doelmannen            | Doelmannen | Doelmannen | Doelmannen | Doelmannen | Doelmannen | Doelmannen |
| ------------- | --------------------------- | --------------------- | ------------ | ------------------ | ------------------ | ------------------ | ---------- | ---------- | ---------- | --------------------- | --------------------- | --------------------- | ---------- | ---------- | ---------- | ---------- | ---------- | ---------- |
| 1             | Vlag van België             | Vic Chambaere         | 2027         | 0                  | 0                  | 0                  | 0          | 0          | 0          | 0                     | 0                     | 0                     | 0          | 0          | 0          |            |            |            |
| Verdedigers   |                             |                       |              |                    |                    |                    |            |            |            |                       |                       |                       |            |            |            |            |            |            |
| 5             | Vlag van Argentinië         | Kevin Mac Allister    | 2026         | 0                  | 0                  | 0                  | 0          | 0          | 0          | 0                     | 0                     | 0                     | 0          | 0          | 0          |            |            |            |
| 16            | Vlag van Engeland           | Christian Burgess     |              | 0                  | 0                  | 0                  | 0          | 0          | 0          | 0                     | 0                     | 0                     | 0          | 0          | 0          |            |            |            |
| 26            | Vlag van Engeland           | Ross Sykes            | 2027         | 0                  | 0                  | 0                  | 0          | 0          | 0          | 0                     | 0                     | 0                     | 0          | 0          | 0          |            |            |            |
| 48            | Vlag van België             | Fedde Leysen          | 2026         | 0                  | 0                  | 0                  | 0          | 0          | 0          | 0                     | 0                     | 0                     | 0          | 0          | 0          |            |            |            |
| -             | Vlag van Senegal            | Mamadou Thierno Barry | 2029         | 0                  | 0                  | 0                  | 0          | 0          | 0          | 0                     | 0                     | 0                     | 0          | 0          | 0          |            |            |            |
| Middenvelders |                             |                       |              |                    |                    |                    |            |            |            |                       |                       |                       |            |            |            |            |            |            |
| 4             | Vlag van Noorwegen          | Mathias Rasmussen     | 2027         | 0                  | 0                  | 0                  | 0          | 0          | 0          | 0                     | 0                     | 0                     | 0          | 0          | 0          |            |            |            |
| 6             | Vlag van België             | Kamiel Van De Perre   | 2028         | 0                  | 0                  | 0                  | 0          | 0          | 0          | 0                     | 0                     | 0                     | 0          | 0          | 0          |            |            |            |
| 10            | Vlag van België             | Anouar Ait El Hadj    | 2028         | 0                  | 0                  | 0                  | 0          | 0          | 0          | 0                     | 0                     | 0                     | 0          | 0          | 0          |            |            |            |
| 21            | Vlag van België             | Alessio Castro-Montes | 2026         | 0                  | 0                  | 0                  | 0          | 0          | 0          | 0                     | 0                     | 0                     | 0          | 0          | 0          |            |            |            |
| 24            | Vlag van België             | Charles Vanhoutte     | 2027         | 0                  | 0                  | 0                  | 0          | 0          | 0          | 0                     | 0                     | 0                     | 0          | 0          | 0          |            |            |            |
| -             | Vlag van Algerije           | Adem Zorgane          | 2029         | 0                  | 0                  | 0                  | 0          | 0          | 0          | 0                     | 0                     | 0                     | 0          | 0          | 0          |            |            |            |
| Aanvallers    |                             |                       |              |                    |                    |                    |            |            |            |                       |                       |                       |            |            |            |            |            |            |
| 9             | Vlag van Kroatië            | Franjo Ivanović       | 2028         | 0                  | 0                  | 0                  | 0          | 0          | 0          | 0                     | 0                     | 0                     | 0          | 0          | 0          |            |            |            |
| 11            | Vlag van Duitsland          | Henok Teklab          | 2027         | 0                  | 0                  | 0                  | 0          | 0          | 0          | 0                     | 0                     | 0                     | 0          | 0          | 0          |            |            |            |
| 12            | Vlag van Canada             | Promise David         | 2027         | 0                  | 0                  | 0                  | 0          | 0          | 0          | 0                     | 0                     | 0                     | 0          | 0          | 0          |            |            |            |
| 13            | Vlag van Ecuador            | Kevin Rodríguez       | 2027         | 0                  | 0                  | 0                  | 0          | 0          | 0          | 0                     | 0                     | 0                     | 0          | 0          | 0          |            |            |            |
| 20            | Vlag van Zwitserland        | Marc Giger            | 2029         | 0                  | 0                  | 0                  | 0          | 0          | 0          | 0                     | 0                     | 0                     | 0          | 0          | 0          |            |            |            |
| 22            | Vlag van Senegal            | Ousseynou Niang       | 2028         | 0                  | 0                  | 0                  | 0          | 0          | 0          | 0                     | 0                     | 0                     | 0          | 0          | 0          |            |            |            |
| 23            | Vlag van Marokko            | Sofiane Boufal        | 2026         | 0                  | 0                  | 0                  | 0          | 0          | 0          | 0                     | 0                     | 0                     | 0          | 0          | 0          |            |            |            |
| 25            | Vlag van Israël             | Anan Khalaili         | 2028         | 0                  | 0                  | 0                  | 0          | 0          | 0          | 0                     | 0                     | 0                     | 0          | 0          | 0          |            |            |            |
| 77            | Vlag van Ghana              | Mohammed Fuseini      | 2027         | 0                  | 0                  | 0                  | 0          | 0          | 0          | 0                     | 0                     | 0                     | 0          | 0          | 0          |            |            |            |
| -             | Vlag van Equatoriaal-Guinea | Cristian Makaté       | 2026         | 0                  | 0                  | 0                  | 0          | 0          | 0          | 0                     | 0                     | 0                     | 0          | 0          | 0          |            |            |            |
| -             | Vlag van Oostenrijk         | Raul Florucz          | 2028         | 0                  | 0                  | 0                  | 0          | 0          | 0          | 0                     | 0                     | 0                     | 0          | 0          | 0          |            |            |            |

Laatst bijgewerkt op 25 juni 2025

## Transfers

### Zomer

#### Aangetrokken 2025/26
| Nat.       | Naam         | Van                | Bijzonderheden |
| ---------- | ------------ | ------------------ | -------------- |
| Algerije   | Adem Zorgane | Sporting Charleroi | € 4.300.000    |
| Oostenrijk | Raul Florucz | Olimpija Ljubljana | € 5.000.000    |

#### Vertrokken 2025/26
| Nat.                   | Naam               | Naar                | Bijzonderheden |
| ---------------------- | ------------------ | ------------------- | -------------- |
| Kroatië, Oostenrijk    | Franjo Ivanović    | SL Benfica          | € 22.800.000   |
| Luxemburg, België      | Anthony Moris      | Al-Khaleej FC       |                |
| Congo-Kinshasa, België | Noah Sadiki        | Sunderland AFC      | € 17.000.000   |
| Japan                  | Koki Machida       | TSG 1899 Hoffenheim | € 4.750.000    |
| België                 | Guillaume François |                     | Einde contract |

## Wedstrijden

### Oefenwedstrijden
| Datum      | Wedstrijd                               | Uitslag |
| ---------- | --------------------------------------- | ------- |
| 01-07-2025 | Union Sint-Gillis – Union Rochefortoise | 3 – 1   |
| 05-07-2025 | Union Sint-Gillis – PSV                 | 0 – 1   |
| 12-07-2025 | Feyenoord – Union Sint-Gillis           | 1 – 1   |
| 16-07-2025 | Paris FC – Union Sint-Gillis            | 0 – 1   |

### Supercup
| Ronde  | Datum      | Wedstrijd                       | Uitslag |
| ------ | ---------- | ------------------------------- | ------- |
| Finale | 20-07-2025 | Union Sint-Gillis – Club Brugge | 1 – 2   |

### Jupiler Pro League
| №  | Datum      | Wedstrijd                               | Uitslag |
| -- | ---------- | --------------------------------------- | ------- |
| 1  | 25-07-2025 | Antwerp FC – Union Sint-Gillis          | 1 – 1   |
| 2  | 03-08-2025 | Union Sint-Gillis – Oud-Heverlee Leuven | 5 – 0   |
| 3  | 09-08-2025 | AA Gent – Union Sint-Gillis             | 2 – 3   |
| 4  | 16-08-2025 | Union Sint-Gillis – Standard Luik       | 3 – 0   |
| 5  | 24-08-2025 | RAAL La Louvière – Union Sint-Gillis    | –       |
| 6  | 31-08-2025 | Union Sint-Gillis – RSC Anderlecht      | –       |
| 7  | 13-09-2025 | FCV Dender EH – Union Sint-Gillis       | –       |
| 8  | ..-09-2025 | KRC Genk – Union Sint-Gillis            | –       |
| 9  | ..-09-2025 | Union Sint-Gillis – KVC Westerlo        | –       |
| 10 | ..-10-2025 | Club Brugge – Union Sint-Gillis         | –       |
| 11 | ..-10-2025 | Union Sint-Gillis – Charleroi           | –       |
| 12 | ..-10-2025 | Union Sint-Gillis – STVV                | –       |
| 13 | ..-11-2025 | SV Zulte Waregem – Union Sint-Gillis    | –       |
| 14 | ..-11-2025 | KV Mechelen – Union Sint-Gillis         | –       |
| 15 | ..-11-2025 | Union Sint-Gillis – Cercle Brugge       | –       |
| 16 | ..-11-2025 | RSC Anderlecht – Union Sint-Gillis      | –       |
| 17 | ..-12-2025 | Union Sint-Gillis – AA Gent             | –       |
| 18 | ..-12-2025 | Charleroi – Union Sint-Gillis           | –       |
| 19 | ..-12-2025 | Union Sint-Gillis – SV Zulte Waregem    | –       |
| 20 | ..-12-2025 | Cercle Brugge – Union Sint-Gillis       | –       |
| 21 | ..-01-2026 | Union Sint-Gillis – KV Mechelen         | –       |
| 22 | ..-01-2026 | Oud-Heverlee Leuven – Union Sint-Gillis | –       |
| 23 | ..-01-2026 | Union Sint-Gillis – Club Brugge         | –       |
| 24 | ..-02-2026 | Union Sint-Gillis – RAAL La Louvière    | –       |
| 25 | ..-02-2026 | Standard Luik – Union Sint-Gillis       | –       |
| 26 | ..-02-2026 | Union Sint-Gillis – Antwerp FC          | –       |
| 27 | ..-02-2026 | KVC Westerlo – Union Sint-Gillis        | –       |
| 28 | ..-03-2026 | Union Sint-Gillis – KRC Genk            | –       |
| 29 | ..-03-2026 | Union Sint-Gillis – FCV Dender EH       | –       |
| 30 | ..-03-2026 | STVV – Union Sint-Gillis                | –       |

### Croky Cup
| Ronde      | Datum      | Wedstrijd | Uitslag |
| ---------- | ---------- | --------- | ------- |
| Laatste 32 | ..-10-2025 | –         | –       |

### UEFA Champions League
| Ronde      | Wedstrijd | Datum      | Wedstrijd | Uitslag | Totaal |
| ---------- | --------- | ---------- | --------- | ------- | ------ |
| Groepsfase | 1         | ..-09-2025 | –         | –       |        |
| Groepsfase | 2         | ..-10-2025 | –         | –       |        |
| Groepsfase | 3         | ..-10-2025 | –         | –       |        |
| Groepsfase | 4         | ..-11-2025 | –         | –       |        |
| Groepsfase | 5         | ..-11-2025 | –         | –       |        |
| Groepsfase | 6         | ..-12-2025 | –         | –       |        |
| Groepsfase | 7         | ..-01-2026 | –         | –       |        |
| Groepsfase | 8         | 28-01-2026 | –         | –       |        |

Anderlecht · Antwerp · Cercle Brugge · Club Brugge · Charleroi · Dender · KRC Genk · AA Gent · La Louvière · KV Mechelen · OHL ·  STVV · Standard · Union Sint-Gillis · Westerlo · Zulte Waregem